# 周莊王
周莊王（？—前682年），姓姬，名佗，東周第三代國王，諡莊。他是周桓王之子。
在位期间执政为虢公林父、周公黑肩。

## 紀事
- 周莊王三年（黃曆2004年/前694年），周公黑肩欲殺莊王，而立莊王弟王子克，事泄，黑肩被莊王與辛伯所殺，克奔南燕（河南延津）。
- 周莊王一二年（黃曆2013年/丙申年/西曆前685年）春，齊大夫雍廩殺了公孫無知公子小白即位為齊桓公。齊姜小白起用管仲進行改革建立宮廷官制。

## 子女
- 周釐王，周莊王的長子。
- 王子颓，周莊王與姚姬所生的庶子，為莊王所寵愛。在東周春秋時期發動叛亂並稱王。